# Verde (nome)
Verde  è un nome proprio di persona italiano maschile e femminile.

## Origine e diffusione

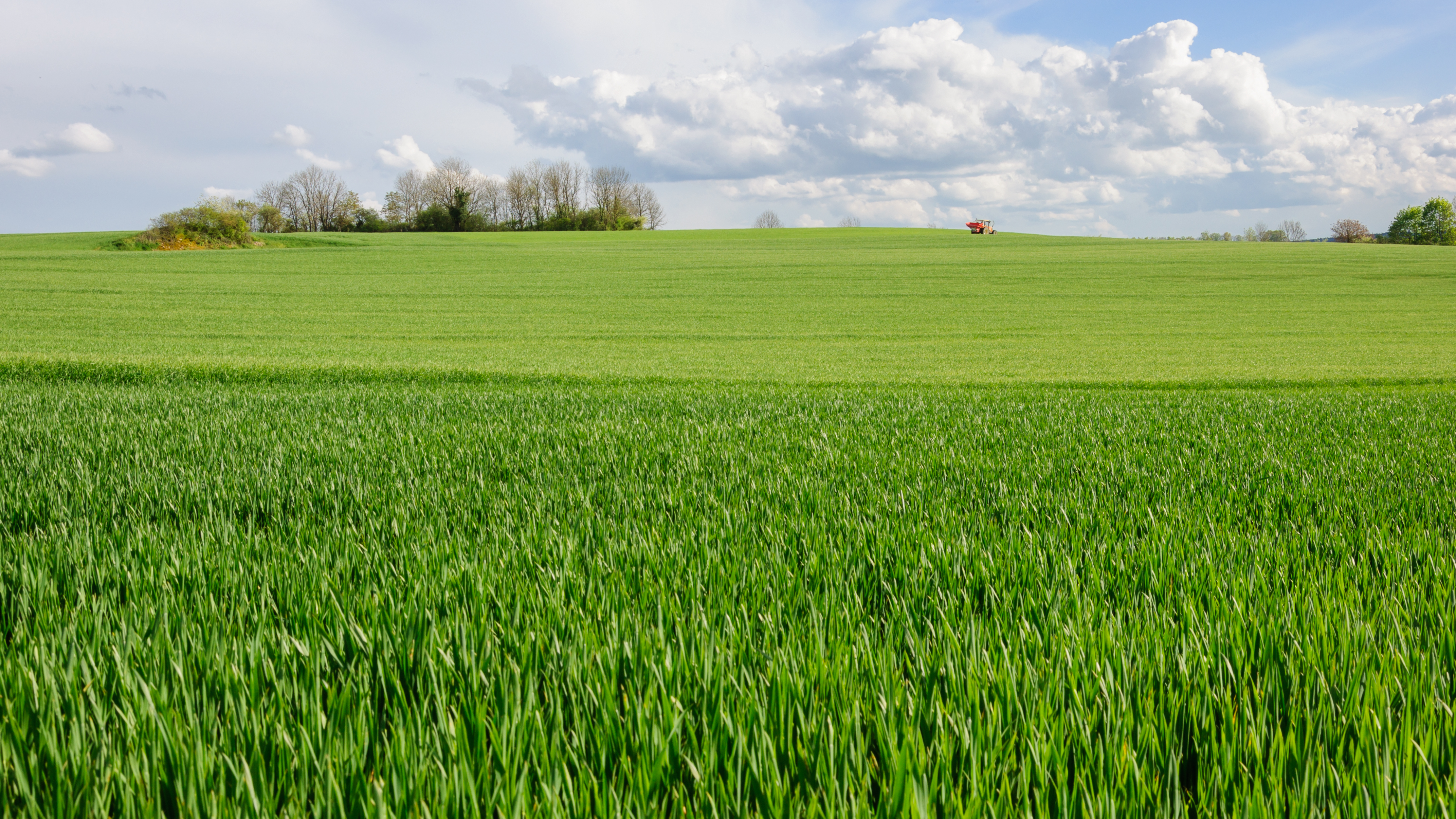
Un campo di erba verde

Nome di scarsissima diffusione in italiano moderno; di difficile interpretazione, è comunque un chiaro riferimento al colore verde (dal latino viridis), anche nel senso di "giovane" e "rigoglioso". Dal punto di vista semantico, è paragonabile ad altri nomi quali Verdiana (che deriva dalla stessa radice), Cloe, Clori e Midori.

## Onomastico
Il nome è adespota, ossia non è portato da alcun santo; l'onomastico si può festeggiare il 1º novembre, in occasione di Ognissanti.

## Persone

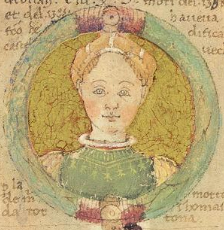
Verde della Scala

- Verde d'Este, nobildonna e religiosa italiana
- Verde della Scala, nobildonna italiana
- Verde della Scala, nobildonna italiana, marchesa di Ferrara
- Verde di Salizzole, nobildonna italiana, signora consorte di Verona
- Verde Visconti, nobildonna italiana